# Rougequeue de Moussier
Phoenicurus moussieri
Espèce
Statut de conservation UICN

 LC  : Préoccupation mineure

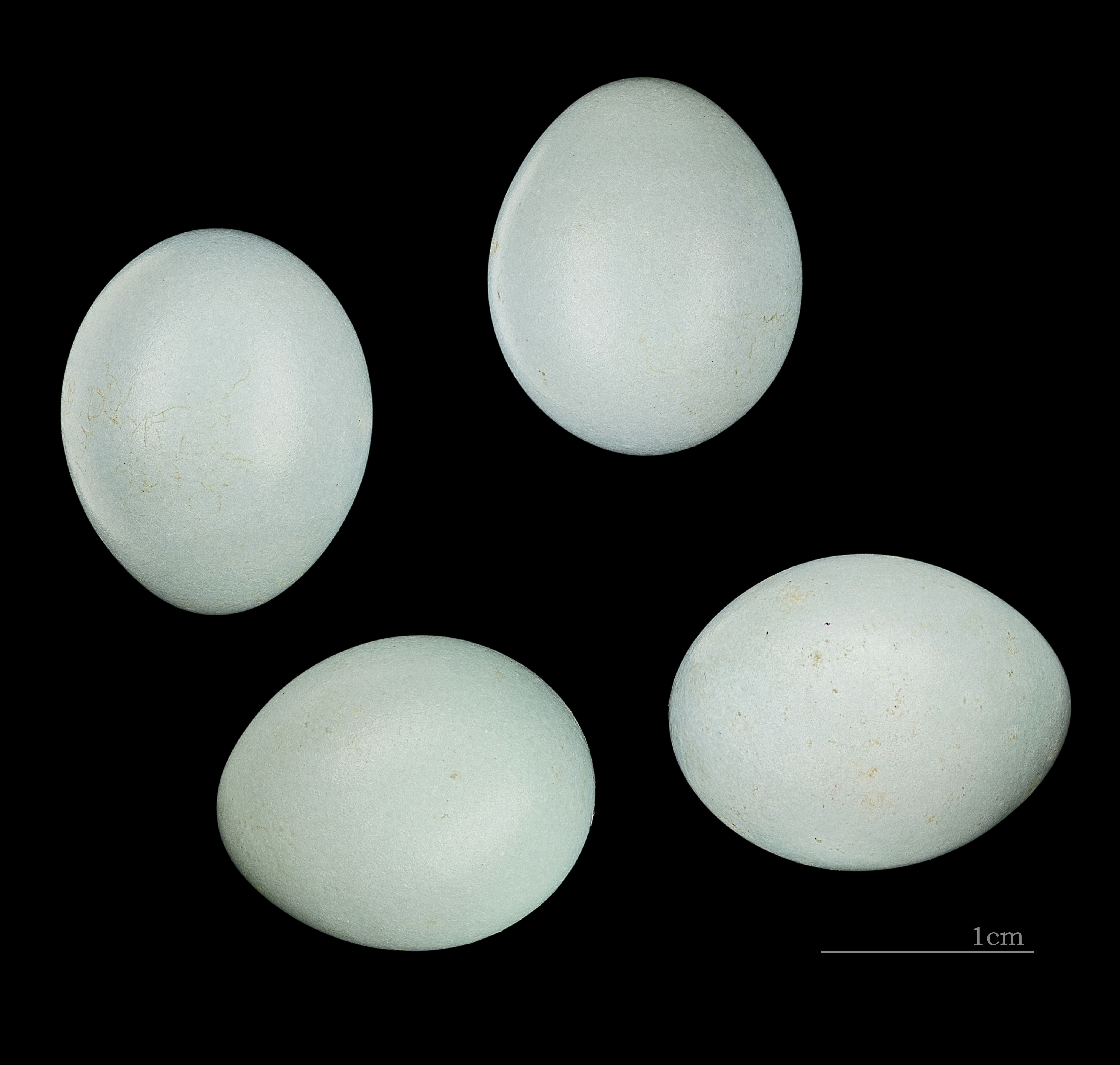
Œufs de Phoenicurus moussieri Muséum de Toulouse

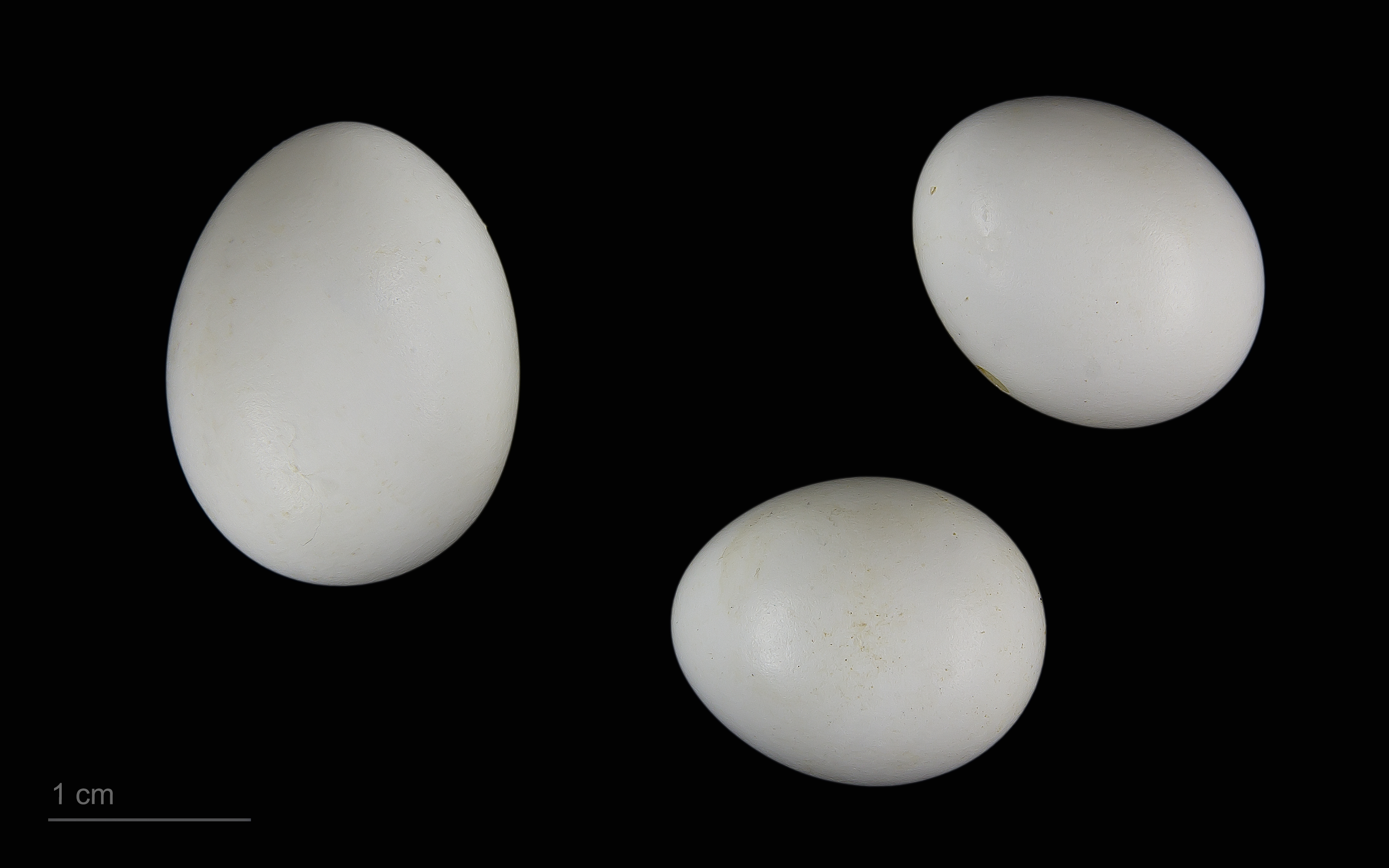
Œuf de Cuculus canorus bangsi dans un nid de Phoenicurus moussieri - Muséum de Toulouse

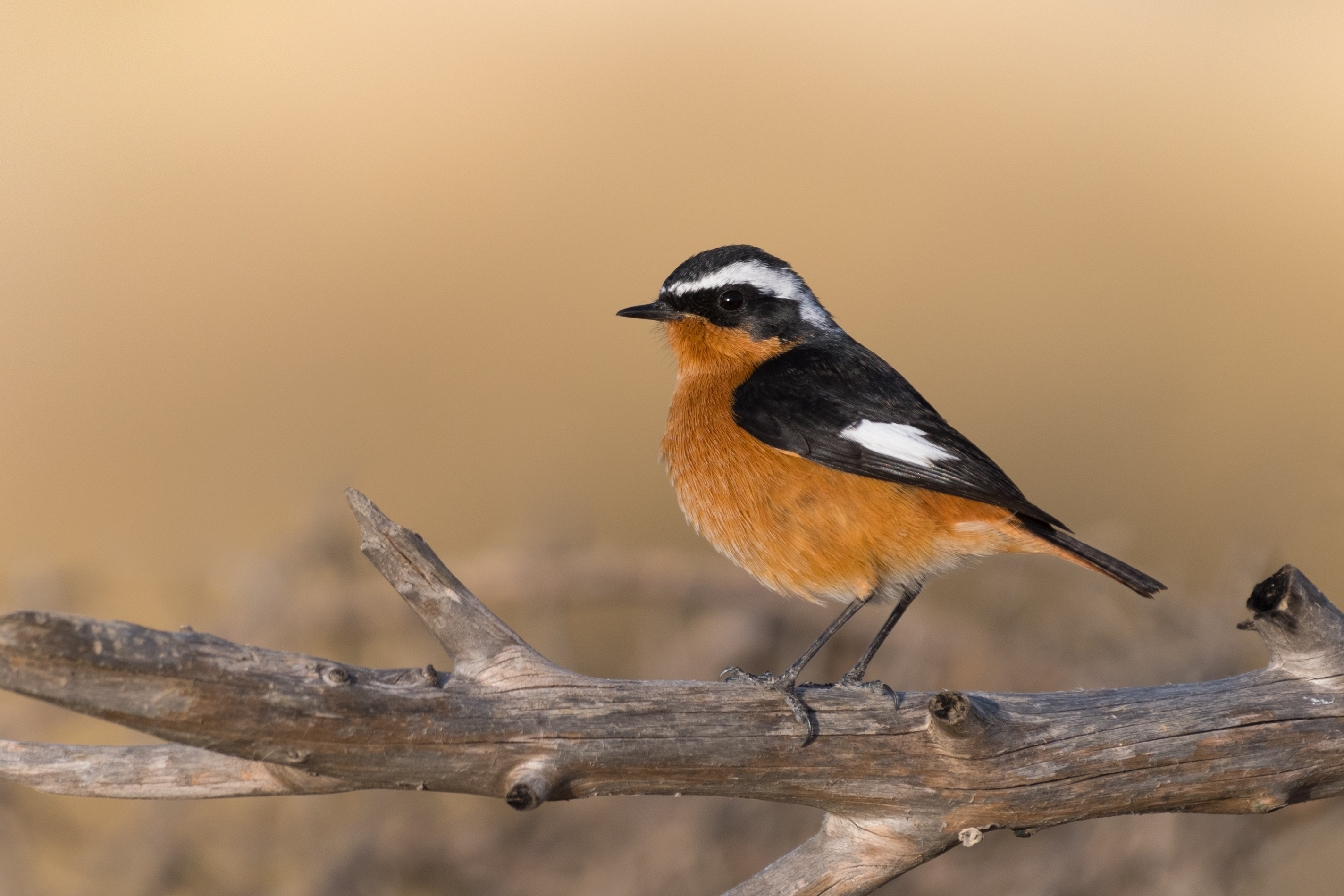
Un rougequeue de Moussier vers le djebel Boukornine en Tunisie. Novembre 2020.

Le Rougequeue de Moussier (Phoenicurus moussieri) aussi appelé Rougequeue diadème, est une espèce de passereaux appartenant à la famille des Muscicapidae.

## Répartition
Il est endémique aux monts de l'Atlas au nord-ouest de l'Afrique où on le trouve entre le niveau de la mer et 3 000 mètres d'altitude.
L'espèce peut parfois être observée en dehors de son aire de répartition. Ainsi un mâle a séjourné en France à Frontignan durant l'hiver 2024-2025, ce qui constitue la deuxième occurrence pour ce pays (la première observation avait été faite déjà dans l'Hérault en 2013). L'espèce a également été 
trouvée au Portugal, en Espagne, en Italie et même en Grande-Bretagne. Les Rougequeues de Moussier ne sont pas exceptionnels à Malte et les ornithologues soupçonnent l'existence d'une petite population au sud-est de l'Europe, près de l'Adriatique (Albanie ou Grèce).

## Historique et dénomination
L'espèce Phoenicurus moussieri a été décrite par l'ornithologue français Léon Olphe-Galliard en 1852.

### Noms vernaculaires
- Rougequeue de Moussier
- Rubiette de Moussier